# Jean Lassalle
Jean Lassalle (Lourdios-Ichère, 3 de mayo de 1955) es un político francés que ha representado a la cuarta circunscripción del departamento de Pirineos Atlánticos en la Asamblea Nacional desde 2002. Exmiembro del Movimiento Democrático (MoDem), fue candidato en las elecciones presidenciales de 2017 y 2022.

## Trayectoria
Lassalle es hijo de un pastor que cultivaba las laderas de las montañas del Vallée d'Aspe en trashumancia. Esta tradición familiar la sigue manteniendo su hermano, el propio Lassalle, que es técnico en maquinaria agrícola y dirige una empresa con diez empleados. Su hijo Thibault Lassalle (nacido en 1987) es un jugador de rugby. De 1989 a 1999 fue presidente del Parque Nacional de los Pirineos.
En 1977 se convirtió en alcalde de su municipio natal de Lourdios-Ichère ya los 21 años era uno de los alcaldes más jóvenes de Francia. Ocupó este cargo hasta 2017. Más tarde se convirtió en miembro del Consejo General (conseil général) de Pyrénées-Atlantiques y diputado del diputado conservador Michel Inchauspé. En 2002 fue elegido miembro de la Asamblea Nacional por la Unión para la Democracia Francesa por primera vez como representante de la 4ª circunscripción de Pyrénées-Atlantiques. Lassalle fue reelegido en 2007 y se unió al Mouvement démocrate de su amigo François Bayrou cuando el partido se dividió, y fue reelegido nuevamente en 2012.
Como diputado, Lassalle causó revuelo varias veces con formas de acción insólitas: en junio de 2003 interrumpió un discurso del entonces ministro del Interior, Nicolas Sarkozy, cantando una canción popular en bearnés, el dialecto de su tierra natal, para protestar contra la cierre de una comisaría en su circunscripción. En marzo de 2006 inició una huelga de hambre de seis semanas para protestar por el cierre de una fábrica en su distrito electoral. En 2013, realizó una excursión de ocho meses por Francia para vivir de primera mano el impacto de la crisis económica en el país y escuchar las inquietudes y necesidades de los "olvidados", tanto en los pequeños pueblos como en los diez más notorios zonas desfavorecidas de las grandes ciudades. Lassalle ha emergido en los últimos años con posiciones críticas con el capitalismo inusuales para su partido, por ejemplo, en la primavera de 2016 apoyó el movimiento juvenil Nuit Debout y la protesta contra la ley laboral. Luego extendió esta gira a 12 países europeos y conoció a Angela Merkel, entre otros. Durante una visita a Siria, estrechó la mano de Bashar al-Assad, por lo que fue muy criticado por políticos de varios partidos.
En el otoño de 2016, Lassalle anunció que se postularía para las elecciones presidenciales de 2017. Para su candidatura presidencial, renunció a MoDem, cuyo presidente Bayrou apoyó la candidatura de Emmanuel Macron, y fundó su propio movimiento llamado ¡Resistons! (RES corto). En nombre de su movimiento, anunció “resistencia” al dominio del capital financiero. Su programa, que esbozó en su libro titulado Un berger à l'Elysée ("Un pastor en el palacio del Elíseo"), se adapta principalmente a los problemas de la Francia rural. Por ejemplo, pidió que se restableciera la democracia a nivel local y una mejor protección del medio ambiente, pero no ignoró los problemas de las banlieue (suburbios). Hizo campaña por la retirada de todas las tropas francesas de las operaciones de guerra y por la reducción de la burocracia innecesaria. Su campaña recibió mucha atención de los medios, y Lassalle fue percibido como un político muy atípico debido a sus orígenes de pueblo y su fuerte acento local. El comediante de televisión estadounidense John Oliver lo mencionó a él y a su inusual comercial electoral en el episodio de su programa Last Week Tonight sobre las elecciones presidenciales francesas. 2024
El 6 de marzo de 2024, Lasalle anunció que encabezaría la lista de la “Alianza Rural” junto a Willy Shraen, presidente de la Federación Nacional de Cazadores.